# James Farentino
James Farentino (* 24. Februar 1938 in Brooklyn, New York; † 24. Januar 2012 in Los Angeles, Kalifornien) war ein US-amerikanischer Filmschauspieler.

## Leben
Zu Farentinos wohl bekanntester Filmrolle zählt jene des Simon Petrus in Franco Zeffirellis Fernsehfilm Jesus von Nazareth aus dem Jahr 1977. Er selbst wurde für diese Rolle mit einer Emmy-Nominierung bedacht. Außerdem stand er zwischen 1981 und 1982 in Der Denver-Clan und 1998 in Melrose Place vor der Kamera. In Emergency Room – Die Notaufnahme war James Farentino 1996 als Ray Ross, Vater von Doug Ross, alias George Clooney, zu sehen.
James Farentino fiel privat immer wieder durch Eskapaden auf. In den frühen 1990er Jahren schrieb er als Stalker von Tina Sinatra, Tochter Frank Sinatras, in den USA Schlagzeilen. Außerdem wurde er 1991 in Kanada mit 3,2 Gramm Kokain in seinem Besitz verhaftet. Gegen eine Kaution kam er jedoch wieder frei. Farentino war viermal verheiratet. Seine erste Ehe mit Filmschauspielerin Elizabeth Ashley hielt von 1962 bis 1965. Mit seiner zweiten Ehefrau Michele Lee hatte Farentino sein einziges Kind, Sohn David Farentino, der heute ebenfalls Schauspieler ist. Die Ehe mit Lee hielt 16 Jahre, von 1966 bis 1982. Debrah Farentino wurde 1985 seine Ehefrau, drei Jahre später wurde die Ehe geschieden. Seit dem 3. August 1994 war James mit Stella Farentino verheiratet.
Nach langer Krankheit starb Farentino am 24. Januar 2012 an Herzversagen im Cedars-Sinai Medical Center.

## Filmografie (Auswahl)
- 1963: Violent Midnight
- 1963: Preston & Preston (The Detectives, Fernsehserie, 1 Folge)
- 1964: Operation Pazifik (Ensign Pulver)
- 1965: Die Normannen kommen (The War Lord)
- 1967: Auf der Flucht (Fernsehserie, 1 Folge)
- 1967: 25 000 Dollar für einen Mann (Banning)
- 1969–1972: The Bold Ones: The Lawyers (Fernsehserie, 21 Folgen)
- 1977: Jesus von Nazareth (Jesus of Nazareth, Fernsehvierteiler, 2 Folgen)
- 1980: Der letzte Countdown (The Final Countdown)
- 1981: Tot & begraben (Dead & Buried)
- 1981–1982: Der Denver-Clan (Dynasty, Fernsehserie, 20 Folgen)
- 1984: Das fliegende Auge (Blue Thunder, Fernsehserie, 11 Folgen)
- 1987: Das Geheimnis der Sahara (The Secret of the Sahara)
- 1989: Ninas Alibi (Her Alibi)
- 1994: Den Killer im Nacken (One Woman’s Courage)
- 1996: Bulletproof
- 1996: Emergency Room – Die Notaufnahme (ER, Fernsehserie, 3 Folgen)
- 1998: Melrose Place (Fernsehserie, 4 Folgen)
- 2000: Letzte Ausfahrt Hollywood (The Last Producer)

## Auszeichnungen
- 1967: Golden Globe Award als Bester Nachwuchsdarsteller für The Pad and How to Use It
- 1978: Emmy-Nominierung für Jesus von Nazareth (Jesus of Nazareth)